# Christian Bartel (Bildhauer)
Christian Bartel (* 1958 in Linz) ist ein österreichischer Bildhauer, Keramiker und Hochschullehrer.

## Leben und Wirken
Bartel studierte von 1982 bis 1989 Bildhauerei bei Erwin Reiter an der Universität für künstlerische und industrielle Gestaltung Linz und übt dort seit 1993 kontinuierlich eine Lehrtätigkeit in der Abteilung für Plastische Konzeptionen/Keramik aus.
Er lebt und arbeitet in Linz und Wien seit 1989 als freischaffender Künstler zusammen mit Andrea Pesendorfer und präsentiert seine Werke seit 1989 im Rahmen einer nationalen und internationalen Ausstellungstätigkeit. Bartel ist Mitglied der Künstlervereinigung MAERZ.

## Werke
Bemerkenswerte Projektrealisationen waren 1992 für das Offene Kulturhaus Oberösterreich, Linz, und 1997 für die Galerie im Stifterhaus in Linz. 2003 absolvierte er künstlerische Aufenthalte in New York City und Mexiko.